# 배트걸
배트걸(영어: Batgirl)은 미국의 만화 DC 코믹스의 등장인물이다. 1961년 베티 케인이라는 이름으로 빌 핑거와 셸던 몰도프에 의해 처음 등장하였으며, 1967년 바버라 고든(Barbara Gordon)으로 교체되었다. 디텍티드 코믹스 #359의 "The Million Dollar Debut of Batgirl!"에서 제임스 고든의 딸로 등장하였다.

## 같이 보기
- 바바라 고든
- 여전사 목록